# 波貝雷日內 (文尼察區)
49°6′33″N 28°46′35″E / 49.10917°N 28.77639°E
波貝雷日內（烏克蘭語：Побережне），是烏克蘭中部的村落，隸屬文尼察州文尼察區沃羅諾維察市鎮，距離文尼察約32公里，距離內米里夫約28公里，距離利波韋茨約30公里，始建於1600年，面積1.59平方公里，海拔高度265米，2001年人口718，人口密度每平方公里452.71人。